# Wuma, Tibet
Wuma (kinesiska: 物玛, 物玛乡) är en socken i Kina. Den ligger i den autonoma regionen Tibet, i den sydvästra delen av landet, omkring 780 kilometer nordväst om regionhuvudstaden Lhasa. Antalet invånare är 2 315. Befolkningen består av 1 178 kvinnor och 1 137 män. Barn under 15 år utgör 31 %, vuxna 15-64 år 62 %, och äldre över 65 år 6,0 %.
Genomsnittlig årsnederbörd är 309 millimeter. Den regnigaste månaden är juli, med i genomsnitt 65 mm nederbörd, och den torraste är november, med 3 mm nederbörd.